# Kristin Allen
Kristin Allen (Livermore, 10 de julio de 1992) es una gimnasta acrobática estadounidense.

## Trayectoria
Nació en Livermore, California. Es la hermana mayor de Kyle Allen, que estudió en la Academia de Ballet Kirov de Washington D. C. y se convirtió en actor. Kristin empezó a hacer gimnasia acrobática en 2001. Entrenó en el West Coast Training Center de Livermore, al igual que su compañero Michael Rodrigues. Compitió para la USA Gymnastics desde 2001 hasta su retirada en agosto de 2010 y pasó cinco de esos años en el equipo nacional sénior.
Kristin y Rodrigues se convirtieron en la primera pareja mixta estadounidense en ganar una medalla de oro de los Juegos Mundiales de 2009 y en la segunda pareja estadounidense en ganar el Campeonato del Mundo de Gimnasia Acrobática en 2010. A nivel nacional, la pareja ha ganado títulos nacionales en 2008 y 2010 en dinámico (DY), equilibrio (BL) y todo alrededor (AA).
Tras los Mundiales de 2010, Allen y Rodrigues actuaron en el espectáculo Viva Elvis del Cirque du Soleil en Las Vegas. Luego compitió y ganó la primera temporada del programa Tumble de la BBC junto a Bobby Lockwood. También actuó en el musical Pippin en Broadway.
En 2011, creó la Acrobatic Gymnastics Foundation, junto al empresario deportivo Bob Meier, la primera fundación estadounidense sin fines de lucro para el deporte de la gimnasia acrobática, de la que también es la presidenta.
El 9 de diciembre de 2014, fue anunciada como miembro de la promoción 2015 del Salón de la Fama de la Gimnasia de Estados Unidos.
Es oradora y ha impartido talleres sobre técnicas de gimnasia acrobática para la USA Gymnastics o el programa de alto rendimiento de Red Bull.

## Competiciones

### Competiciones nacionales
- Campeonato Visa 2009, Dallas, Texas: 2.º puesto
- Campeonato Nacional 2003, Jacksonville, Florida: 1.º AA
- Campeonato Nacional 2004, Palm Springs, California: 1.º AA
- Campeonato Nacional 2006, Kansas City, MO: 3.º AA
- Campeonato Visa 2007, San José, California: 1.º puesto, DDY; 2.º puesto, AA, BL
- Campeonato Nacional Olímpico Juvenil 2007, Palm Springs, California: 2.º AA, DY, BL
- Campeonato Nacional 2008 y Nacionales JO, Des Moines, Iowa: 1.º-AA, DY, BL
- Campeonato Visa 2009, Dallas, Texas: 2.º puesto AA
- Campeonato Nacional 2010, Kissimmee, Florida: 1.º AA, DY, BL

### Competiciones internacionales
- Torneo Abierto Británico de 2006, Stoke-on-Trent, Gran Bretaña: 2.º puesto AA
- 2006 Copa Internacional de Acro de Flandes, Puurs, Bélgica: 1.º AA
- Campeonato Mundial de Gimnasia Acrobática 2008, Glasgow, Escocia: 2.º puesto AA
- Copa de la Libertad 2009, St. Paul, Minnesota: 1.º AA, BL; 3.º DY
- Juegos Mundiales de 2009, Kaohsiung, Taiwán: 1.º puesto AA
- 2009 Acro Cup, Albershausen, Alemania: 1º- DY; 2do-AA, BL
- Campeonato Mundial de Gimnasia Acrobática 2010, Wroclaw, Polonia: 1.º AA

## Reconocimientos
Allen posee muchos premios además de sus medallas, entre los que destacan el premio a la Atleta del Año de USA Gymnastics, el premio a la Deportista del Año, el premio a la Mejor Coreografía y el premio a la Actuación Destacada en Pareja de Glen Sundby. Fue designada como gimnasta de clase mundial por la Federación Internacional de Gimnasia en 2008. En 2009, junto a su compañero de gimnasia, fueron nombrados Atletas Acróbatas del Año de Estados Unidos. El 9 de diciembre de 2014, fue anunciada como miembro de la promoción 2015 del Salón de la Fama de la Gimnasia de Estados Unidos